# Santo Stefano (film)
Santo Stefano  è un film italiano del 1997, diretto da Angelo Pasquini.

## Trama
Penitenziario di Santo Stefano. Il Direttore D'Assisi cerca di umanizzare la realtà carceraria incontrando però forti resistenze da parte delle autorità. Sul piano personale D'Assisi si trova a confrontarsi con il legame di amicizia che si instaura tra suo figlio Antonio e Nicola, un carcerato che gli fa quasi da precettore. Quando Nicola tenterà la fuga Antonio dovrà decidere se rivelare dove si trova nascosto o tacere.

## Costi e incassi
Il film si rivelò un colossale flop al botteghino: a fronte di un finanziamento statale di oltre un milione di euro, incassò appena 21.294€.